# 8421 Montanari
8421 Montanari eller 1996 XA9 är en asteroid i huvudbältet som upptäcktes den 2 december 1996 av San Vittore-observatoriet i Bologna. Den är uppkallad efter den italienska astronomen Geminiano Montanari.
Asteroiden har en diameter på ungefär 6 kilometer och den tillhör asteroidgruppen Koronis.